# Reacció pericíclica
Una reacció pericíclica és aquella reacció orgànica en la qual l'estat de transició de la molècula té una geometria cíclica i la reacció progressa de forma concertada. Les reaccions pericícliques són normalment reaccions de rearranjament.